# El Arco, Michoacán de Ocampo
El Arco är en ort i Mexiko.   Den ligger i kommunen José Sixto Verduzco och delstaten Michoacán de Ocampo, i den centrala delen av landet, 270 km väster om huvudstaden Mexico City. El Arco ligger 1 705 meter över havet och antalet invånare är 752.
Terrängen runt El Arco är kuperad söderut, men norrut är den platt. Runt El Arco är det ganska tätbefolkat, med 93 invånare per kvadratkilometer. Närmaste större samhälle är Puruándiro, 19,3 km söder om El Arco. Trakten runt El Arco består till största delen av jordbruksmark.